# 키보드 컴퓨터

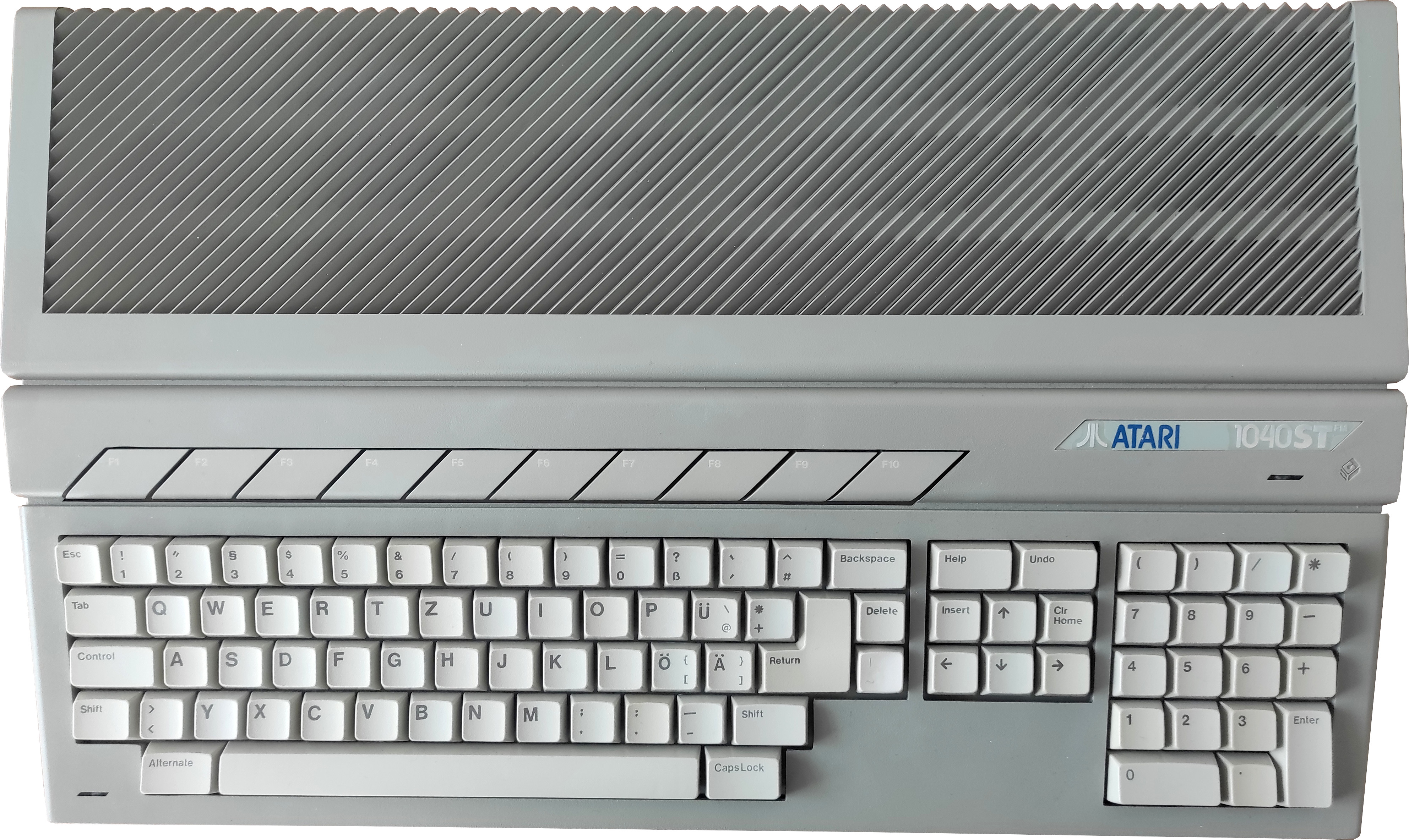
아타리 1040 STFM

키보드 컴퓨터는 화면을 제외한 개인용 컴퓨터의 모든 일반 구성 요소를 키보드와 동일한 하우징에 포함하는 컴퓨터이다. 전원 공급 장치는 일반적으로 외부에 있으며 어댑터 케이블을 통해 컴퓨터에 연결된다. 마더보드는 내부에 맞게 특별히 설계되었으며, 이 장치는 대부분의 표준 키보드보다 크다. 모니터와 같은 추가 주변기기는 외부 포트를 통해 컴퓨터에 연결된다. 일반적으로 최소한의 저장 장치가 내장되어 있다.
1970년대 후반과 1980년대에 생산된 대부분의 가정용 컴퓨터는 키보드 컴퓨터였으며, ZX 스펙트럼과 대부분의 아타리 ST 모델, 샤오 바왕, 코모도어 64, 애플 II, 아미가가 대표적인 예이다. 이 폼 팩터는 1990년경에 더 모듈화된 데스크톱 설정에 비해 인기가 줄었지만, 1988년 올리베티 프로데스트 PC1과 1988년부터 1995년 사이에 슈나이더 유로 PC 시리즈와 같은 주목할 만한 X86 키보드 컴퓨터가 제작되었다.
이 폼 팩터를 사용하는 최신 컴퓨터에는 튤립의 코모도어 64 웹잇, 인텔 아톰 프로세서와 솔리드 스테이트 드라이브를 사용하는 ASUS Eee Keyboard 및 미출시된 코모도어 인빅투스 PC가 있다. 2020년 11월, 라즈베리 파이 재단은 이전 라즈베리 파이 4의 수정 버전인 라즈베리 파이 400을 키보드 안에 완전히 수납한 형태로 발표했다.

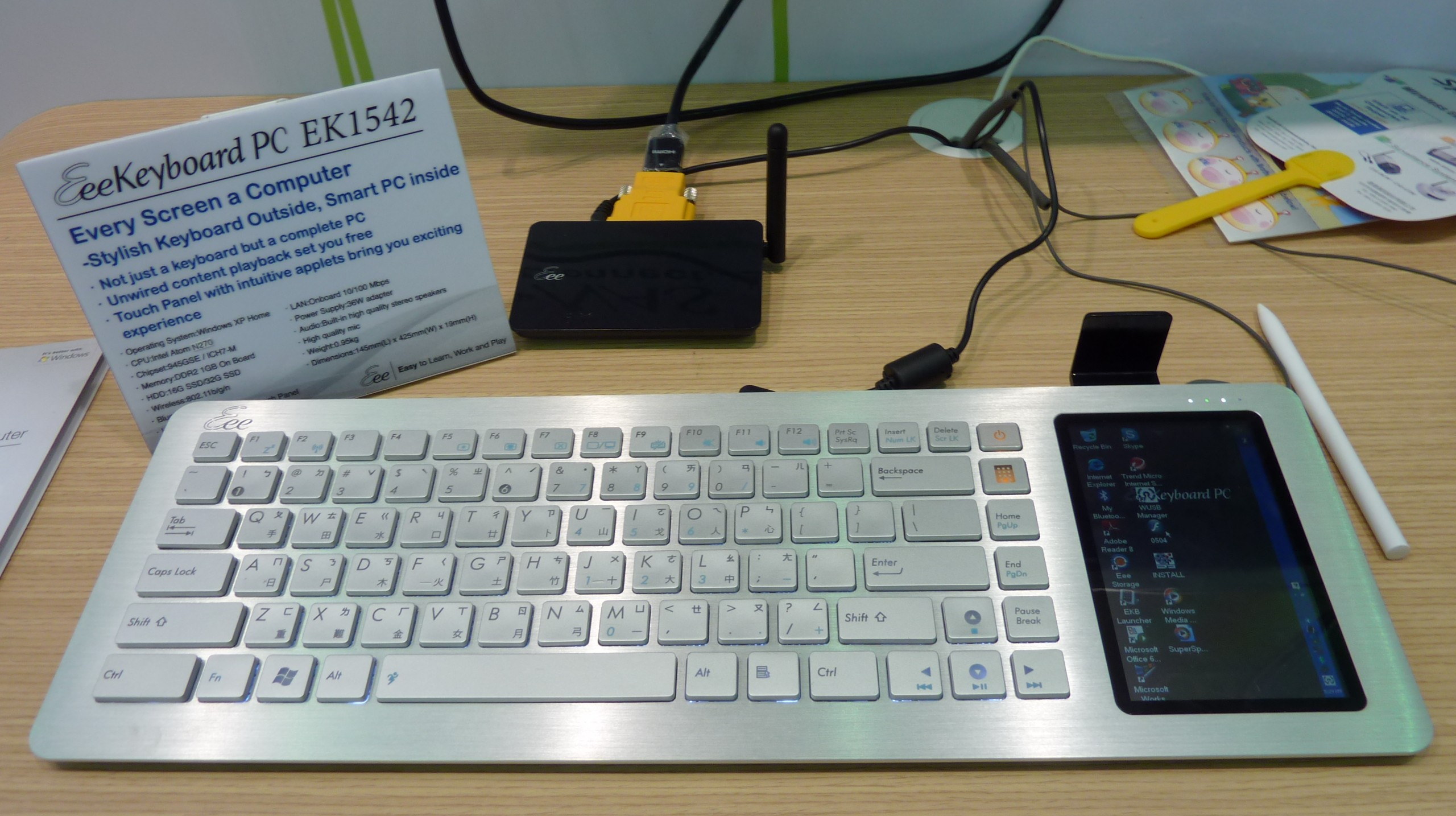
ASUS Eee Keyboard 컴퓨터
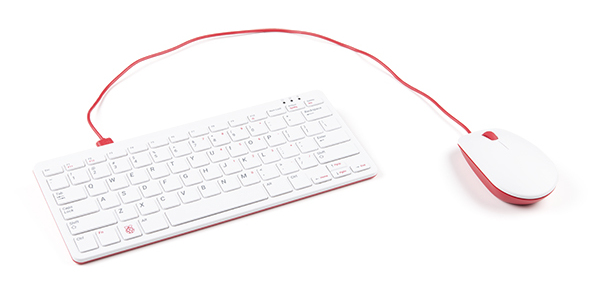
라즈베리 파이 400
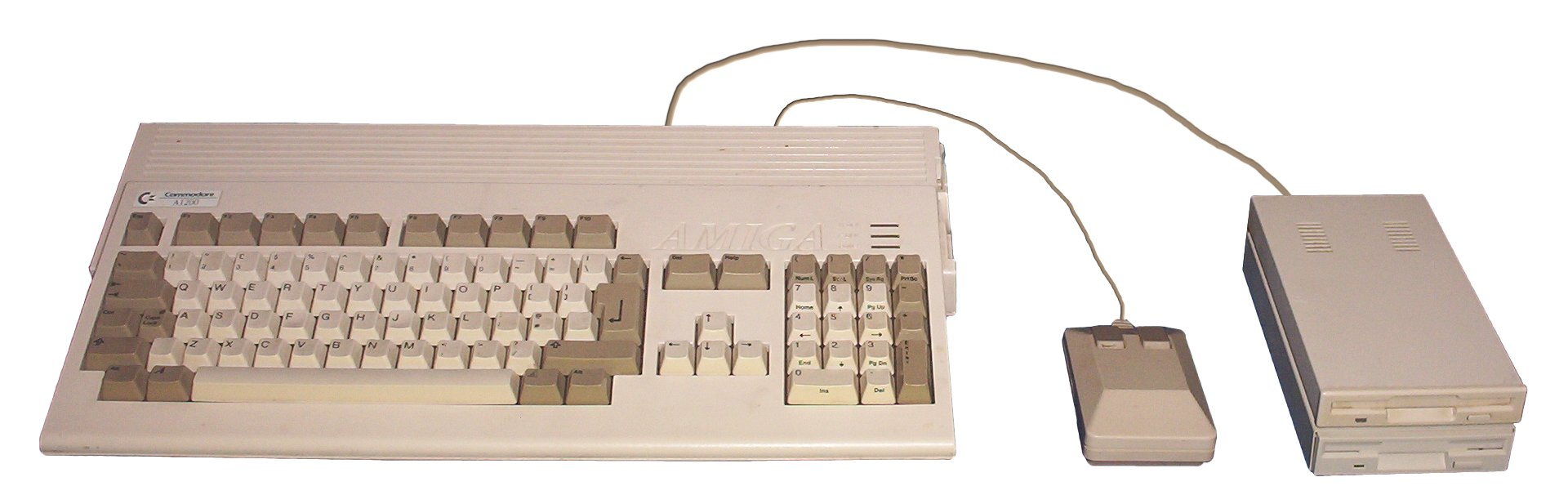
아미가 1200
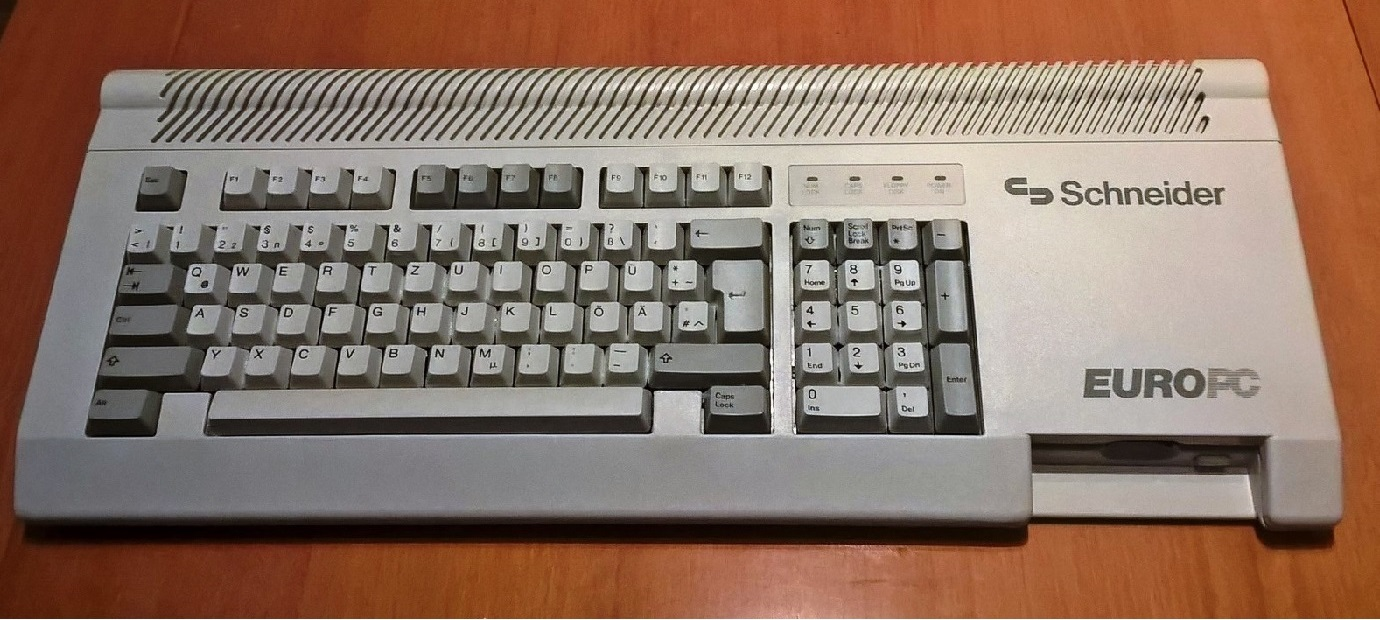
슈나이더 유로 PC
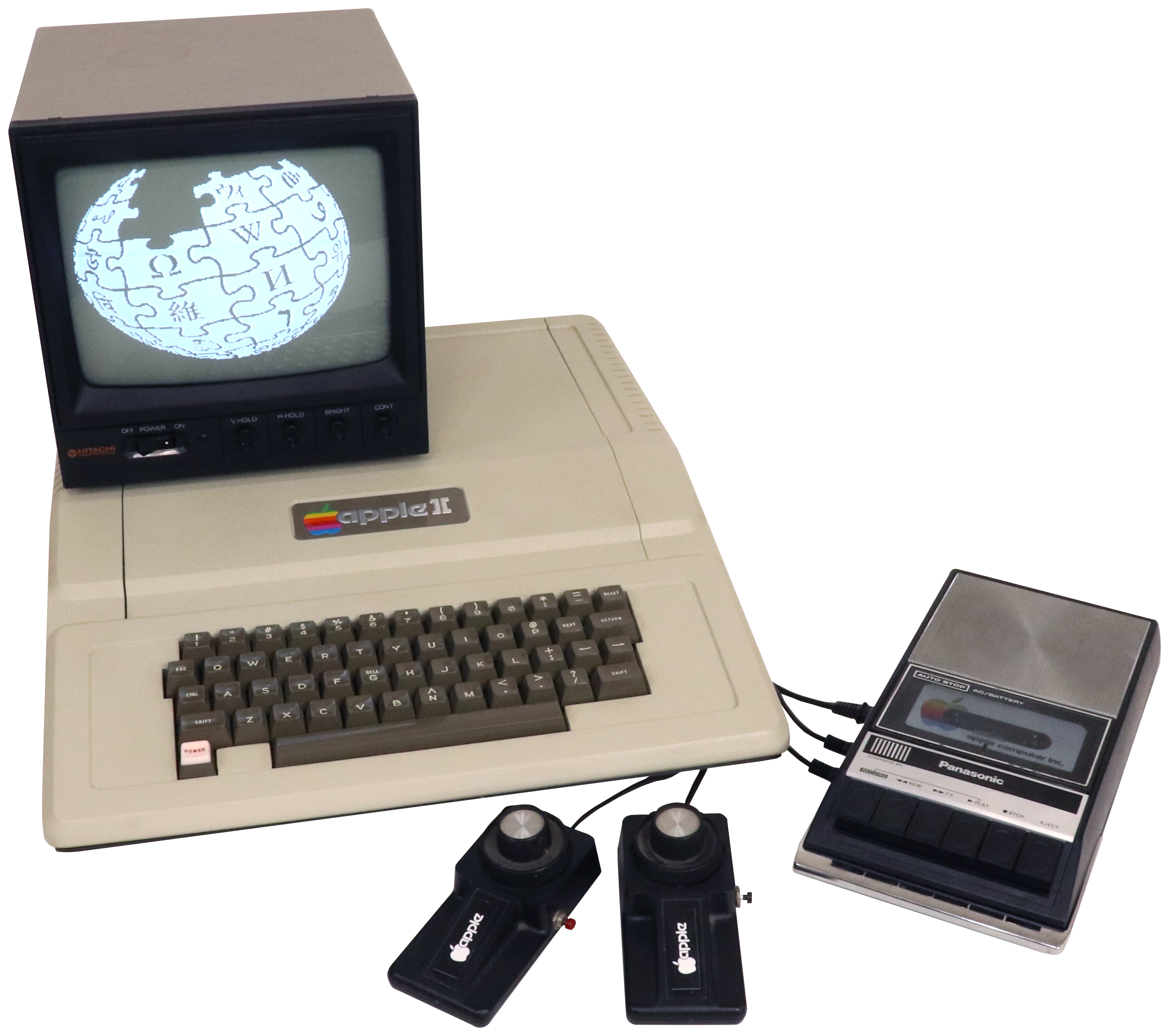
애플 II
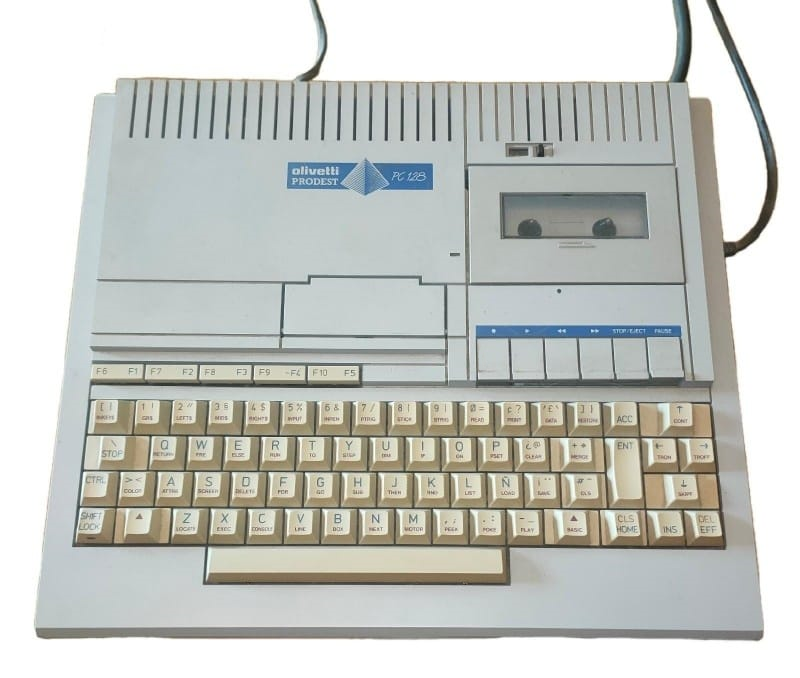
올리베티 프로데스트 PC128
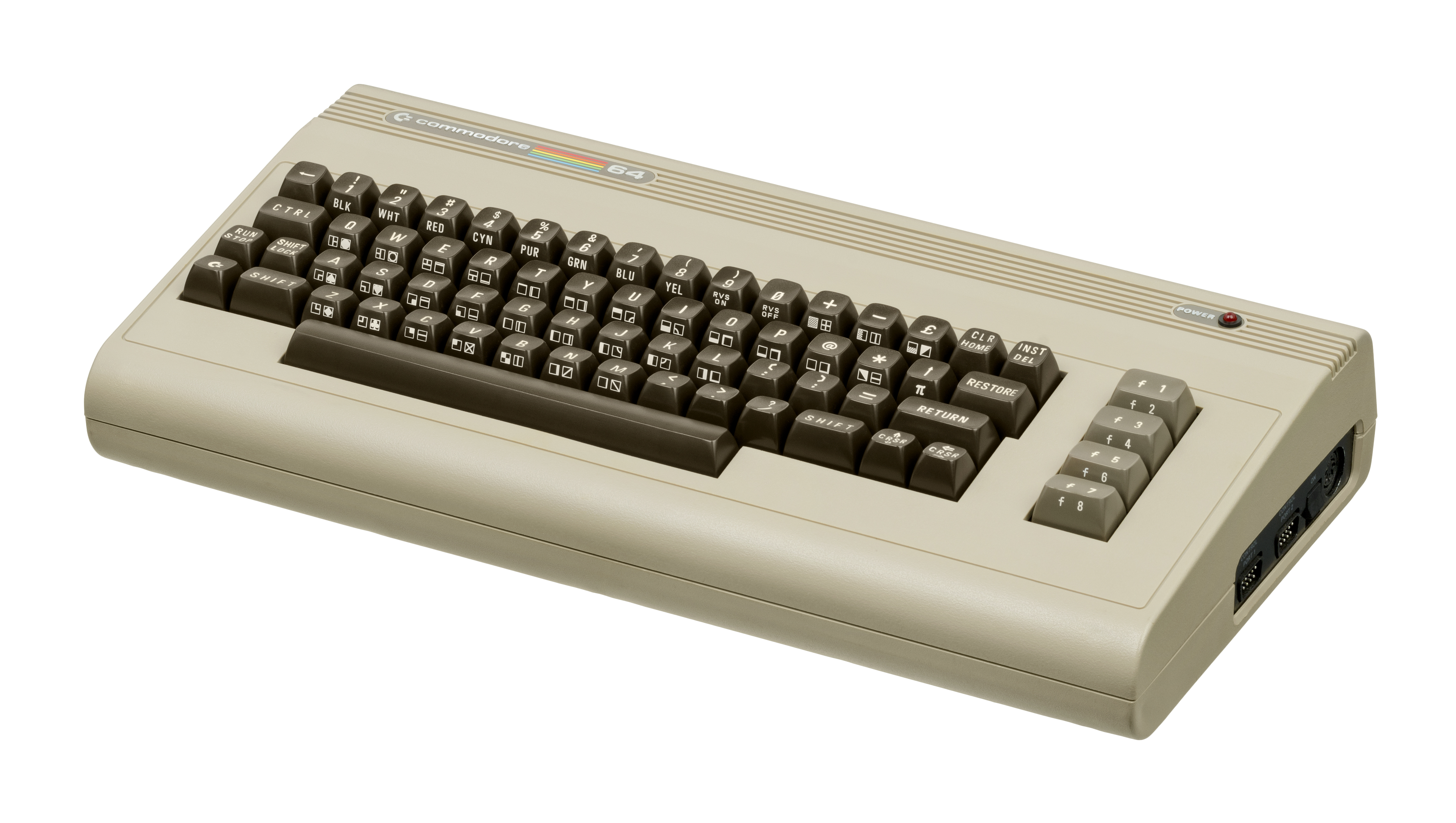
코모도어 64
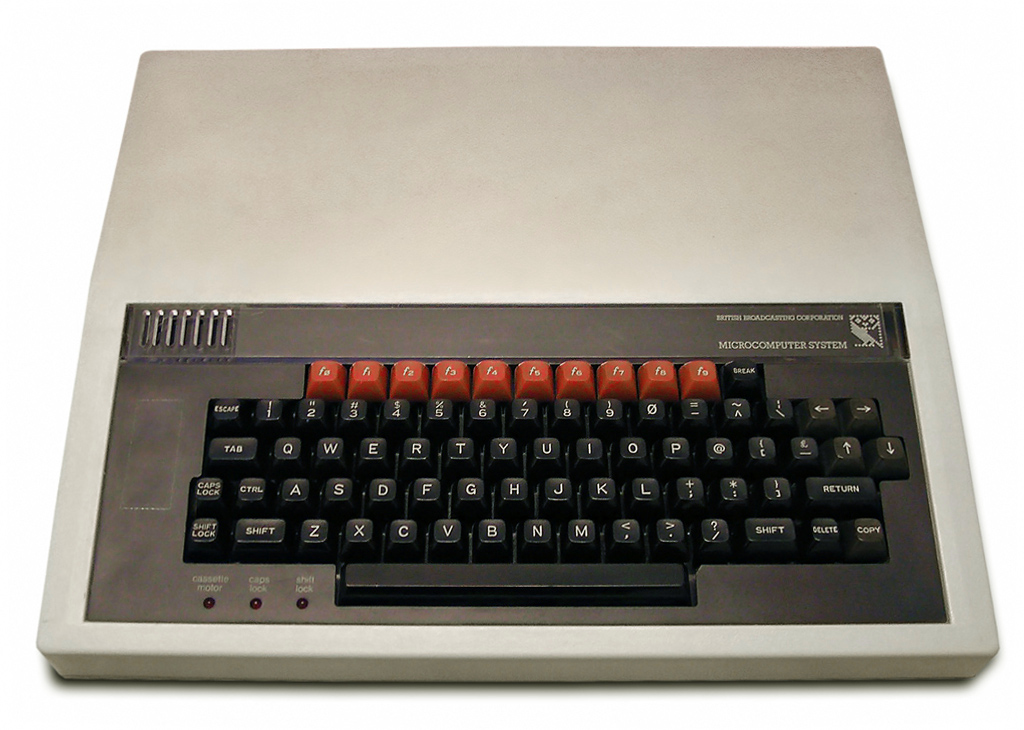
BBC 마이크로

## 가장 많이 팔린 키보드 컴퓨터 목록
| 이미지 | 컴퓨터                 | 판매 대수          | 출시 연도 |
| ------ | ---------------------- | ------------------ | --------- |
|        | 코모도어 64            | ~.1700만           | 1982      |
|        | 아미가 500             | ~0.600만           | 1987      |
|        | MSX                    | ~0.500만           | 1983      |
|        | ZX 스펙트럼            | ~0.500만           | 1982      |
|        | 타이멕스 싱클레어 1000 | ~50만 (첫 6개월간) | 1982      |

## 같이 보기
- 올인원 컴퓨터
- 컴퓨팅의 역사
- 가정용 컴퓨터